# Youngster Coast Challenge 2024
De vierde editie van de wielerwedstrijd Youngster Coast Challenge vond plaats op 15 maart 2024. De wedstrijd startte in Bredene en finishte 172,2 kilometer later in Koksijde. De wedstrijd maakte deel uit van de UCI Europe Tour, met de categorie 1.2U. Door die categorie was de wedstrijd enkel toegankelijk voor beloften. Op dezelfde dag werd ook de Bredene Koksijde Classic georganiseerd. De Youngster Coast Challenge wordt gezien als de Bredene Koksijde Classic voor beloften. Niklas Behrens won de wedstrijd door met een voorsprong van negentien seconden op zijn dichtste achtervolgers als eerste over de finish te komen.

## Uitslag
| Plaats  | Naam                    | Ploeg                           | Tijd     |
| ------- | ----------------------- | ------------------------------- | -------- |
| Winnaar | Niklas Behrens          | Lidl-Trek Future                | 3u58'18" |
| 2       | Ramses Debruyne         | Alpecin-Deceuninck Dev.         | + 19"    |
| 3       | Tim Torn Teutenberg     | Lidl-Trek Future                | z.t.     |
| 4       | Jesse Kramer            | Visma\|Lease a Bike Dev.        | z.t.     |
| 5       | Tibor del Grosso        | Alpecin-Deceuninck Dev.         | z.t.     |
| 6       | Alessandro Borgo        | CTF Victorious                  | + 22"    |
| 7       | Sente Sentjens          | Alpecin-Deceuninck Dev.         | + 24"    |
| 8       | Lars Vanden Heede       | Soudal Quick-Step Dev.          | z.t.     |
| 9       | Rasmus Søjberg Pedersen | Decathlon AG2R La Mondiale Dev. | z.t.     |
| 10      | Steffen De Schuyteneer  | Lotto Dstny Dev.                | z.t.     |
| 11      | Lennert Belmans         | Alpecin-Deceuninck Dev.         | z.t.     |
| 12      | Wessel Mouris           | Metec-Solarwatt p/b Mantel      | z.t.     |
| 13      | Robert Donaldson        | Trinity                         | z.t.     |
| 14      | Emiel Verstrynge        | Alpecin-Deceuninck Dev.         | + 28"    |
| 15      | Robin Orins             | Lotto Dstny Dev.                | + 30"    |
| 16      | Callum Thornley         | Trinity                         | + 32"    |
| 17      | Josh Charlton           | Trinity                         | + 1'12"  |
| 18      | Giosuè Epis             | Arkéa-B&B Hotels Cont.          | z.t.     |
| 19      | Romet Pajur             | Lotto Kern-Haus PSD Bank        | z.t.     |
| 20      | Oscar Chamberlain       | Decathlon AG2R La Mondiale Dev. | z.t.     |